# Giovanni Fiorentini
Giovanni Fiorentini (Seravezza, 22 febbraio 1948 – Ferrara, 18 giugno 2022) è stato un fisico italiano.
I suoi interessi principali riguardarono le applicazioni della fisica nucleare a diverse discipline, come l'astrofisica, le scienze della terra e la medicina nucleare.

## Carriera
Gianni Fiorentini si laureò con lode all'Università di Pisa nel 1970. Fu studente del corso ordinario, perfezionando e quindi assistente presso la Scuola Normale Superiore. Dal 1974 al 1986 fu ricercatore dell'Istituto nazionale di fisica nucleare (INFN) a Pisa. 
Nel 1987 fu nominato Professore di prima fascia in fisica nucleare e subnucleare all'università di Cagliari e nel 1990 si trasferì all'università di Ferrara, dove ricoprì vari incarichi, tra cui quello di Preside della facoltà di Scienze Matematiche, Fisiche e Naturali e direttore dell'Istituto di studi avanzati IUSS - Ferrara 1391. 
Nel 2019 fu nominato Professore emerito. 
Fu eletto nel Consiglio Universitario Nazionale in rappresentanza dei professori ordinari di Scienze Fisiche ed ha fatto parte del Comitato Fisica del Consiglio Nazionale delle Ricerche. Nell’INFN fu membro del Consiglio direttivo, direttore della Sezione di Ferrara e quindi direttore dei Laboratori nazionali di Legnaro. 
Aveva anche presieduto il Consorzio "Futuro in Ricerca", organizzazione di ricerca privata con sede a Ferrara.

## Ricerca scientifica
Autore di circa 200 pubblicazioni scientifiche, la sua ricerca ha riguardato aspetti fenomenologici di problemi interdisciplinari combinando spesso la ricerca di base con le applicazioni.
Gli studi sugli atomi muonici e fusione catalizzata da muoni sono stati condotti in collaborazione con Luciano Bracci e il gruppo di Semen Gershtein e Leonid Ponomarev.
Insieme a Nicola Cabibbo, Giorgio Parisi, Raffaele Tripiccione e altri, ha avviato il progetto APE, per la costruzione del primo supercomputer dedicato ai calcoli della Cromodinamica quantistica.
Lo studio di modelli stellari per la produzione di neutrini solari con Vittorio Castellani ha aperto in Italia una linea di ricerca sugli aspetti teorici delle astro-particelle.
Insieme a Claus Rolfs e Marcel Arnould, ha proposto una revisione critica dei dati di astrofisica nucleare relativi ai neutrini solari, che si sono sviluppati nel progetto NACRE (Nuclear Astrophysics Compilation of REaction rates).
Insieme a Claus Rolfs, ha proposto la realizzazione di un laboratorio sotterraneo per l’astrofisica nucleare (LUNA), che è stato costruito dall'INFN sotto il Gran Sasso.
In collaborazione con Luigi Carmignani, Fabio Mantovani, Marcello Lissia e Gianpaolo Bellini ha sviluppato una ricerca interdisciplinare per lo studio dell’interno della Terra mediante geo-neutrini.
Insieme ad Adriano Duatti, ha sviluppato il progetto di un laboratorio di radioisotopi per medicina (LAboratory of RAdioisotopes for MEDicine - LARAMED), una struttura per la ricerca e la produzione di radioisotopi presso i Laboratori Nazionali di Legnaro dell’INFN.